# Карасево (Польща)
Карасево (пол. Karasiewo) — село в Польщі, у гміні Бакалажево Сувальського повіту Підляського воєводства.
Населення — 45 осіб (2011).
У 1975-1998 роках село належало до Сувальського воєводства.

## Демографія
Демографічна структура станом на 31 березня 2011 року:
|          | Загалом | Допрацездатний вік | Працездатний вік | Постпрацездатний вік |
| -------- | ------- | ------------------ | ---------------- | -------------------- |
| Чоловіки | 23      | 1                  | 18               | 4                    |
| Жінки    | 22      | 1                  | 13               | 8                    |
| Разом    | 45      | 2                  | 31               | 12                   |